# Enubirr
Enubirr (auch: Enebōn Island, Enibuni, Enibuni-tō, Abk.: USAKA) ist eine Insel des Kwajalein-Atolls in der Ralik-Kette im ozeanischen Staat der Marshallinseln (RMI).

## Geographie
Das Motu liegt ca. 2 km südlich des Nordzipfels des Atolls bei Roi-Namur. Als Arbeitersiedlung für die amerikanische Kwajalein Missile Range ist die Insel dicht bevölkert und durch eine Fährverbindung (Ennubin Pier) in der Lagune des Atolls mit der größeren Insel im Norden verbunden. 2010 wurden 700 Einwohner gezählt.
Zwischen Roi-Namur und Enubirr liegen die unbewohnten Motu Ennugarret und Ennumennet. Im Süden schließen sich Begeraburappu und Obella an.

## Klima
Das Klima ist tropisch heiß, wird jedoch von ständig wehenden Winden gemäßigt. Ebenso wie die anderen Orte der Kwajalein-Gruppe wird Enubirr gelegentlich von Zyklonen heimgesucht.